# Archipowka (obwód smoleński)
Archipowka (ros. Архиповка) – wieś (ros. деревня, trb. dieriewnia) w zachodniej Rosji, w osiedlu wiejskim Smietaninskoje rejonu smoleńskiego w obwodzie smoleńskim.

## Geografia
Miejscowość położona jest w pobliżu rzeki Krapiwnia, przy drodze federalnej R120 (Orzeł – Briańsk – Smoleńsk – Witebsk), 0,5 km od drogi magistralnej M1 «Białoruś», 4 km od przystanku kolejowego Woronino, 4 km od centrum administracyjnego osiedla wiejskiego (Smietanino), 30 km od centrum Smoleńska.
W granicach miejscowości znajdują się ulice: Centralnaja, Nagornaja, Nowaja, Szkolnaja.

## Demografia
W 2010 r. miejscowość liczyła sobie 278 mieszkańców.